# Eric Rudolph
Eric Robert Rudolph (ur. 19 września 1966) – amerykański aktywista skrajnej prawicy, działacz antyaborcyjny stosujący terroryzm. Członek i jeden z głównych ideologów ruchu Army of God.

## Życiorys
Rudolph urodził się w Merritt Island na Florydzie w 1966 roku. Po śmierci ojca Roberta w 1981 roku przeniósł się wraz z matką i rodzeństwem do Nantahala w hrabstwie Macon w zachodniej Karolinie Północnej. Rudolph porzucił szkołę i pracował jako stolarz ze swoim starszym bratem Danielem. Rudolph mając 18 lat, wraz matką uczestniczył obozach szkoleniowych skrajnie prawicowego ruchu Christian Identity w Missouri. Zaciągnął się do armii amerykańskiej i  przeszedł podstawowe przeszkolenie w Fort Benning w Georgii. Został zwolniony w styczniu 1989 roku z powodu palenia marihuany podczas służby w 101. Dywizji Powietrznodesantowej w Fort Campbell w stanie Kentucky.
W wieku 29 lat Rudolph dokonał zamachu bombowego na Centennial Olympic Park w Atlancie, do którego doszło 27 lipca 1996 roku podczas Letnich Igrzysk Olimpijskich 1996. Wykonał dwa anonimowe telefony pod numer 911, ostrzegając przed wybuchem bomby. Zamach uzasadnił sprzeciwem wobec aborcji, globalizacji i socjalizmu.
16 stycznia 1997 Eric Rudolph dokonał zamachu na klinikę aborcyjną w Sandy Springs, na przedmieściach Atlanty. 21 lutego 1997 podłożył bombę z Otherside Lounge w Atlancie, w barze dla lesbijek, raniąc pięć osób. 29 stycznia 1998  zaatakował klinikę aborcyjną w Birmingham w Alabamie zabijając ochraniającego klinikę policjanta Roberta Sandersona, oraz ciężko raniąc pielęgniarkę Emily Lyons.
5 maja 1998 r. został wymieniony przez FBI na liście dziesięciu najbardziej poszukiwanych osób. FBI uznało go za uzbrojonego i niezwykle niebezpiecznego i zaoferowało nagrodę w wysokości 1 miliona dolarów za informacje prowadzące do jego aresztowania. Przez ponad pięć lat Rudolph ukrywał się w lasach górskich regionów Appalachów. Schwytanie Rudolpha  utrudniała znajomość przez niego technik survivalu oraz poparcie miejscowej ludności. Rudolph został aresztowany w Murphy w Karolinie Północnej 31 maja 2003
W trakcie procesu wziął na siebie odpowiedzialność za przeprowadzone zamachy w celu uniknięcia kary śmierci. Odmówił jednak złożenia skruchy i przedstawił poglądy uzasadniające podjęcie działań terrorystycznych. Rudolph odsiaduje wyrok dożywocia w więzieniu o maksymalnie zaostrzonym rygorze ADX Florence, w Kolorado. W więzieniu tym przebywają osoby uznawane za skrajnie niebezpieczne przez amerykańskie władze m.in. Ramzi Yousef oraz Timothy McVeigh, a w przeszłości także Ted Kaczynski.

## Przekonania
W związku z legalizacją aborcji w USA Rudolph uznał, że amerykański rząd utracił legitymizację do sprawowania władzy. Wezwał grupy prawicowe do stosowania przemocy przeciw klinikom aborcyjnym oraz funkcjonariuszom państwa.
W trakcie odbywania kary pozbawienia wolności Eric Rudolph napisał kilkanaście artykułów ideologicznych, a także utworów literackich. Wyjaśniał w nich swoje przekonania. Teksty Rudolpha poświęcone są krytyce polityki amerykańskich władz oraz uzasadnieniu taktyki antyrządowej walki zbrojnej. W swoich artykułach krytykuje feminizm, socjalizm i globalizację. Rudolph wzywa m.in. do atakowania klinik aborcyjnych. Rudolph poddał również krytyce system penitencjarny USA uznając ten kraj za totalitarny.